# Shiseido
Shiseido Company, Limited (яп. 株式会社資生堂 кабусики-гайся сисэйдо:) — японский производитель косметики, парфюмерии и средств по уходу за волосами. Старейшая в мире косметическая компания и четвёртая по величине.

## История
Аринобу Фукухара, бывший главный фармацевт японского Императорского военно-морского флота, основал Shiseido Pharmacy в виде небольших аптек в 1872 году. После посещения США, он добавил в магазин автомат по продаже газированной воды. Его бизнес впоследствии превратился в ресторанный. Shiseido стала компанией, представившей Японии мороженое.
Shiseido стала первой косметической линией, которая ввела тональные кремы для исправления тона кожи лица. До этого японские лица были молочно-белыми. Лосьон назывался Eudermine. Его разработка стала ответом на отравление японских женщин свинцом — они делали свой макияж на основе свинцовых белил.
В 1923 году Shiseido начали массово открывать свои магазины. В настоящее время их около 25 тысяч.
В 1927 году Shiseido стали акционерным обществом. В 1957 году начались продажи на Тайване, в Сингапуре и Гонконге. В 1965 Shiseido появились в Америке, а Европейские продажи начались в Италии в 1968 году, в Океании в Новой Зеландии в 1971 году. 
Бренд Shiseido утвердился как мировой после успешной рекламной кампании, проведённой в 1980-х годах арт-директором Сержем Лютансом.
В Северной Америке и Европе продукты Shiseido продаются в крупных магазинах и аптеках, а также азиатских предприятиях розничной торговли.
Помимо собственного бренда, компания выпускает на рынок продукцию под дочерними брендами, пользующимися не меньшей популярностью, среди них Aqua Label, Bénéfique, d'ici là, Elixir Superieur, Integrate, IPSA, Maquillage, Tsubaki, Uno.